# Gontiti
Gontiti (ゴンチチ, Gonchichi) est un duo de guitaristes japonais formé en 1978 par Masahiko « Gonzalez » Mikami (ゴンザレス三上, Gonzaresu Mikami, né le 30 décembre 1953 à Osaka au Japon) et par Masahide « Titi » Matsumura (チチ松村, Chichi Matsumura, né le 6 septembre 1954, également à Osaka).

## Historique
Le duo incorpore plusieurs styles musicaux, notamment la bossa nova, le flamenco et de la musique classique.
En 2007, le groupe a enregistré plus de trente albums et compilations originales. La plupart de leurs enregistrements ont été pour Epic/Sony Records (Epic Records Japan depuis 2001). Ils ont aussi composé pour un certain nombre de films japonais de Hirokazu Kore-eda, dont Nobody Knows.
Les deux guitaristes de Gontiti animent également une émission sur la chaîne nationale de télévision japonaise NHK nommée « World Music Heritage » où ils présentent des reportages sur les plus grands musiciens de la planète. Erik Mongrain fut l'artiste présenté en grande première de l'émission.

## Discographie
| Album                                                            | Année | Label                 |
| ---------------------------------------------------------------- | ----- | --------------------- |
| Another Mood                                                     | 1983  | Casablanca            |
| Wakiyaku de arutomo shirazuni                                    | 1984  | Epic/Sony Records     |
| Physics                                                          | 1985  | Epic/Sony Records     |
| Sunday Market                                                    | 1986  | Epic/Sony Records     |
| Japanese in Winter                                               | 1986  | Epic/Sony Records     |
| Legacy of Madam Q                                                | 1987  | Epic/Sony Records     |
| In the Garden                                                    | 1988  | Epic/Sony Records     |
| Spirit of Gontiti                                                | 1989  | Epic/Sony Records     |
| Body of Gontiti                                                  | 1989  | Epic/Sony Records     |
| Devonian Boys                                                    | 1990  | Epic/Sony Records     |
| Fingering Christmas                                              | 1990  | Epic/Sony Records     |
| KIT                                                              | 1991  | Epic/Sony Records     |
| Munō no hito (BOF)                                               | 1991  | Epic/Sony Records     |
| Gravity Loves Time                                               | 1992  | Epic/Sony Records     |
| Never on Sundays (BO de Télé)                                    | 1993  | Epic/Sony Records     |
| Bonobono (BOF)                                                   | 1993  | Epic/Sony Records     |
| VACANCES                                                         | 1994  | Epic/Sony Records     |
| Black Ant's Life                                                 | 1995  | Epic/Sony Records     |
| Live                                                             | 1996  | Epic/Sony Records     |
| Easy Busy                                                        | 1997  | Epic/Sony Records     |
| Duo                                                              | 1997  | Epic/Sony Records     |
| Strings with Gontiti                                             | 1998  | Epic/Sony Records     |
| Red Box                                                          | 1999  | Epic/Sony Records     |
| Best of Gontiti Works                                            | 2000  | Epic/Sony Records     |
| GUITARS                                                          | 2001  | Pony Canyon Records   |
| Nangoku-ongaku: Resort Music Series                              | 2001  | Epic Records Japan    |
| made in Ukulele                                                  | 2002  | Pony Canyon Records   |
| gontiti best                                                     | 2002  | Epic Records Japan    |
| A Magic Wand of "Standards"                                      | 2002  | Pony Canyon Records   |
| Gontiti Recommends Gontiti                                       | 2003  | Epic Records Japan    |
| CD du 25e anniversair de Gontiti                                 | 2003  | Pony Canyon Records   |
| Nobody Knows (BOF)                                               | 2004  | Pony Canyon Records   |
| XO                                                               | 2004  | Pony Canyon Records   |
| Otona no natsu-yasumi (BO de Télé)                               | 2005  | Pony Canyon Records   |
| Garyū hitosuji                                                   | 2006  | Pony Canyon Records   |
| Gontiti Super Best 2001-2006                                     | 2007  | Pony Canyon Records   |
| Still Walking (BOF)                                              | 2008  | In The Garden Records |
| VSOD -very special ordinary days-                                | 2008  | Epic Records Japan    |
| Merry Christmas with Gontiti -Best Selection of Christmas Songs- | 2010  | Epic Records Japan    |
| humble music                                                     | 2011  | Epic Records Japan    |
| Going My Home (BO de Télé)                                       | 2012  | In The Garden Records |
| Ore wa mada honki dashitenaidake (BOF)                           | 2013  | Epic Records Japan    |